# Tadeja Brankovič
Tadeja Brankovič (Kranj, 20 dicembre 1979) è un'ex biatleta slovena.
In seguito al matrimonio aggiunse al proprio il cognome del marito e gareggiò come Tadeja Brankovič-Likozar.
È stata portabandiera della Slovenia ai XX Giochi olimpici invernali durante la cerimonia di apertura.

## Biografia
In Coppa del Mondo ottenne il primo risultato di rilievo il 7 dicembre 1995 ad Östersund (50ª) e il primo podio l'11 dicembre 2004 ad Oslo Holmenkollen (2ª).
In carriera prese parte a quattro edizioni dei Giochi olimpici invernali: a Nagano 1998 (36ª nella sprint, 36ª nell'individuale, 9ª nella staffetta), a Salt Lake City 2002 (63ª nella sprint, 41ª nell'individuale, 6ª nella staffetta), a Torino 2006 (31ª nella sprint, 31ª nell'inseguimento, 39ª nell'individuale, 6ª nella staffetta) ed a Vancouver 2010 (75ª nella sprint, 63ª nell'individuale, 8ª nella staffetta), ed a dodici dei campionati mondiali (4ª nella staffetta e nella staffetta mista ad Anterselva 2007 i migliori piazzamenti).
Il 18 dicembre 2017 il Comitato Olimpico Internazionale ha accertato una violazione delle normative antidoping da parte di Teja Gregorin in occasione delle Olimpiadi di Vancouver, annullando i risultati ottenuti dalla sciatrice, e conseguentemente revocando anche il piazzamento raggiunto nella staffetta dalla squadra slovena.

## Palmarès

### Coppa del Mondo

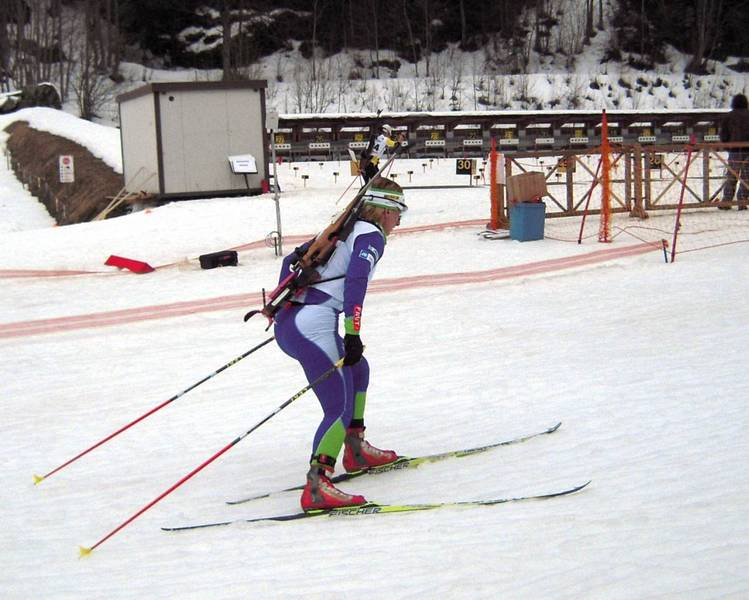
Tadeja Brankovič in gara nel 2010

- Miglior piazzamento in classifica generale: 11ª nel 2007
- 8 podi (6 individuali, 2 a squadre[1]):
  - 2 secondi posti (individuali)
  - 6 terzi posti (4 individuali, 2 a squadre)